# Шенгелия, Георгий Давидович
Гео́ргий Дави́дович Шенге́лия (24 апреля 1908, село (ныне пгт) Кулаши, ныне Самтредского района республики Грузия — 22 декабря 1983, Тбилиси, Грузия) — майор Советской Армии, участник Великой Отечественной войны, командир батальона 1038-го стрелкового полка 295-й Херсонской стрелковой дивизии 28-й армии 3-го Украинского фронта. Герой Советского Союза (1944).

## Биография
Родился 24 апреля 1908 года в селе Кулаши ныне Самтредского района республики Грузия в семье крестьянина. Грузин. В 1926 году окончил школу, после поступил на механические курсы трактористов в Тифлисе, одновременно 4 года учился на юридическом факультете Тифлисского университета.
В Красной Армии в 1928—1932 годах. Служил во 2-м Грузинском стрелковом полку в городе Батуми. В 1930 году при нём окончил пехотные курсы командиров, после чего служил командиром стрелкового взвода. Член ВКП(б) с 1932 года.
После демобилизации в 30-е годы работал секретарём райкома партии в Тбилиси. В 1939 году присвоено звание младшего лейтенанта, в 1940 году — старшего политрука.
Вторично по мобилизации призван в Красную Армию в июне 1941 года. Участник Великой Отечественной войны с июля 1941 года. Был замначальника политотдела стрелковой дивизии, инструктором политуправления фронта, командиром стрелкового батальона, замкомандира стрелкового полка. Воевал на Южном, Закавказском, Северо-Кавказском, снова Южном, 4-м и 3-м Украинских, 1-м Белорусском фронтах. В боях четырежды ранен.
Участвовал:
- 1941 год — в оборонительных боях на Украине в районе городов Могилёв-Подольский, Первомайск, Никополь, в обороне Донбасса, в освобождении Ростова;
- 1942 год — в боях на реке Миус, в боях на Северном Кавказе, в том числе в районе города Нальчик, села Эльхотово, реки Черек;
- 1943 год — в боях на «Голубой линии» на Тамани, в прорыве «Миус-фронта», в освобождении Донбасса и Запорожской области, в том числе города Донецк, в боях на реке  Молочная и в степях Херсонской области;
- 1944 год — в форсировании Днепра и освобождении городов Херсон, Николаев, Одесса, в боях на Днестровском плацдарме, в Ясско-Кишинёвской операции, в том числе в освобождении города Кишинёв, в боях на реке Висла южнее Варшавы;
- 1945 год — в Висло-Одерской операции, в том числе в освобождении городов Влоцлавек, Гнезно, в форсировании Одера с завоеванием Кюстринского плацдарма, в штурме Берлина.

В ночь на 13 марта 1944 года с батальоном форсировал Днепр у города Херсон, захватил на правом берегу реки укрепления неприятеля, нанеся при этом противнику большой урон. Батальон первым в полку ворвался в город Херсон.
Указом Президиума Верховного Совета СССР от 3 июня 1944 года за образцовое выполнение боевых заданий командования на фронте борьбы с немецко-фашистскими захватчиками и проявленные при этом мужество и героизм майору Шенгелия Георгию Давидовичу присвоено звание Героя Советского Союза с вручением ордена Ленина и медали «Золотая Звезда» (№ 3458).
С ноября 1945 года майор Г. Д. Шенгелия — в отставке. Жил и работал в городе Тбилиси, был управляющим грузинской конторы Главрайсбыта и Закавказского отделения Заготособторга, избирался секретарём райкома партии, работал председателем Тбилисского горкома ДОСААФ. Вёл большую работу по военно-патриотичному воспитанию молодёжи. Умер 22 декабря 1983 года. Похоронен на Вакийском кладбище в Тбилиси.

## Признание и память
Почётный гражданин города Херсон (звание присвоено решением № 50 IV сессии совета депутатов трудящихся XI созыва № 49 от 31 октября 1967 года), на Карантинном острове в Херсоне (микрорайон Корабел, составная часть Корабельного района) есть улица Шенгелия.
Награждён орденами Ленина (03.06.1944), Александра Невского (15.07.1944), Отечественной войны 1-й степени (30.01.1945), медалями «За оборону Кавказа», «За взятие Берлина», «За победу над Германией».